# Abel Gisemba
Abel Gisemba (* 7. Juli 1971) ist ein ehemaliger kenianischer Marathonläufer.
1993 und 1994 gewann er den Pittsburgh-Marathon. 1995 wurde er Neunter beim Venedig-Marathon, und 1996 siegte er beim Südtiroler Frühlings-Halbmarathon mit seiner persönlichen Bestzeit von 1:02:12 h und beim Turin-Marathon. Einem zweiten Platz beim Eindhoven-Marathon 1997 folgte 1998 der Sieg beim Frankfurt-Marathon mit seinem persönlichen Rekord von 2:11:40 h. Sein letzter großer Erfolg war ein zweiter Platz in Frankfurt am Main 2000.